# Nussbaum Riegel
Nussbaum Riegel är en bergstopp i Antarktis. Den ligger i Östantarktis. Nya Zeeland gör anspråk på området. Toppen på Nussbaum Riegel är 808 meter över havet, eller 101 meter över den omgivande terrängen. Bredden vid basen är 1,8 km.
Terrängen runt Nussbaum Riegel är bergig åt sydväst, men åt nordost är den kuperad. Terrängen runt Nussbaum Riegel sluttar österut. Trakten är obefolkad. Det finns inga samhällen i närheten. 